# دیوید بلامی
دیوید جیمز بلامی (به انگلیسی: David James Bellamy) (زادهٔ ۱۸ ژانویه ۱۹۳۳، لندن - درگذشته ۱۱ دسامبر ۲۰۱۹) گیاه‌شناس، نویسنده، مجری تلویزیون و مدافع محیط زیست بریتانیایی بود. بیشترین شهرت او به خاطر برنامه‌های تلویزیونی دربارهٔ گیاه‌شناسی (۱۹۷۵) و از چشم پرندگان بلامی (۱۹۸۸) بود که به موضوعات مربوط به محیط زیست و طبیعت می‌پرداخت.